# Себастьян Лекорню
Себастьян Лекорню (фр. вимова: [sebastjɛ̃ ləkɔʁny]; нар. 11 червня 1986) — французький політик, який обіймає посаду міністра збройних сил з 20 травня 2022 року.
Член партії Відродження (до 2022 року — La République En Marche!) після того, як залишив республіканців (LR) у 2017 році. Лекорню був президентом департаментської ради Ер з 2015 до 2017 року. В уряді він працював державним секретарем міністра екологічного та інклюзивного переходу (2017—2018), міністром місцевих органів влади (2018—2020) і міністром у справах заморських територій (2020—2022).

## Молодість і освіта
Уродженець Обонна, Валь-д'Уаз, він приєднався до Союзу за народний рух (UMP) у 2002 році та навчався в університеті Пантеон-Ассас.
У 2005 році він став парламентським помічником Франка Жіляра, члена Національних зборів від 5-го виборчого округу Ер; На той час Лекорню був наймолодшим помічником парламенту в Національних зборах. У 2008 році він став радником державного секретаря з європейських справ Бруно Ле Мера; у віці 22 років Лекорню був наймолодшим радником чиновника в уряді прем'єр-міністра Франсуа Фійона.

## Політична кар'єра
На муніципальних виборах 2014 року Лекорню був обраний мером Вернона. Оскільки поєднання двох виконавчих мандатів було несумісним, він покинув мерію Вернона 4 грудня 2015 року.
Після виборів департаменту 2015 року, під час яких він був обраний радником кантону Вернон разом з Кетрін Делаланд, Лекорню став президентом ради департаменту Ер.
Лекорню підкреслює свою відмову підвищувати податки та суворе управління державними коштами. Mediapart зазначає, що полювання на шахраїв RSA було — за підтримки великої комунікації — головною політикою, яку дотримується департамент з моменту приходу Лекорню. Він також закриває два пріоритетних коледжі, що виправдовує низькою наповнюваністю.
6 липня 2020 року Лекорню був призначений міністром закордонних справ в уряді Кастекса. На цій посаді він провів кризові переговори на французько-карибській території Гваделупа наприкінці 2021 року, намагаючись розрядити напруженість на тлі заворушень, спричинених тим, як уряд там подолав пандемію COVID-19. Він також заявив, що Франція готова обговорити автономію Гваделупи.

## Нагороди
- Орден «За заслуги» ІІ ступеня (Україна, 4 вересня 2023) — за вагомий особистий внесок у зміцнення міждержавного співробітництва, підтримку державного суверенітету та територіальної цілісності України, популяризацію Української держави у світі[8].